# 켄터키주의 기

켄터키 주의 기

켄터키의 기는 켄터키주의 깃발이다. 파란 바탕에 켄터키주의 문장이 새겨진 형태의 기이다.

## 같이 보기
- 켄터키주